# Теплогазова камера
Теплогазова камера (рос. теплогазовая камера, англ. thermalgas chamber (room), нім. Klimakammer f) – у гірничій справі - ізольоване приміщення для випробовування респіраторів і тренування респіраторників при роботі в умовах задушливої атмосфери, високих температур та вологості. Обладнана контрольно-вимірювальними приладами, сигнальними пристроями та печами для задимлення повітря у камері.